# Långvattnet (Rölanda socken, Dalsland)
Långvattnet är en sjö i Dals-Eds kommun i Dalsland och ingår i Örekilsälvens huvudavrinningsområde.